# Shawn Stefani
Shawn Stefani (Baytown, 2 december 1981) is een Amerikaans golfprofessional. Hij debuteerde in 2013 op de Amerikaanse PGA Tour. Eerder speelde hij op de Web.com Tour.

## Loopbaan
Als jongvolwassene studeerde Stefani op de Lamar-universiteit en speelde daar college golf. In 2005 studeerde hij af en werd een golfprofessional. Van 2005 tot 2011 golfde hij enkel op verscheidene mini-golftours.
In 2012 maakte Stefani zijn debuut op de Web.com Tour en behaalde in zijn eerste seizoen twee zeges op die tour. Hij won de Midwest Classic en het Miccosukee Championship. Op het einde van het seizoen kreeg hij een speelkaart voor de PGA Tour in 2013. In 2013 boekte hij geen successen op de PGA Tour, maar hij kon zijn speelkaart voor 2014 behouden.

## Erelijst

### Professional
Web.com Tour
| # | Datum            | Toernooi                | Score           | Score | Info |
| - | ---------------- | ----------------------- | --------------- | ----- | ---- |
| 1 | 19 augustus 2012 | Midwest Classic         | 68-68-67-64=267 | −17   |      |
| 2 | 14 oktober 2012  | Miccosukee Championship | 68-71-62-68=269 | −15   |      |

Overige
- 2011: Texas State Open